# Staatskomitee für den Ausnahmezustand

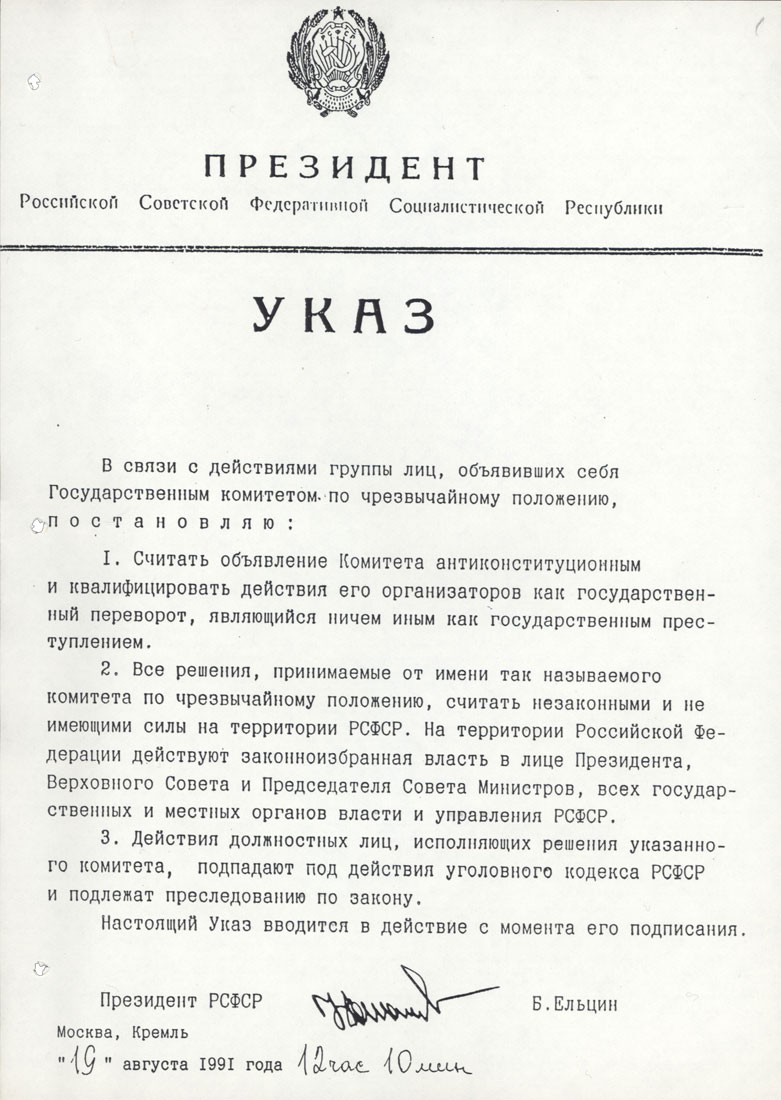
Ukas von Boris Jelzin, der das Komitee in der russischen Unionsrepublik der Sowjetunion als illegal erklärt

Das Staatskomitee für den Ausnahmezustand (russisch Государственный комитет по чрезвычайному положению; ГКЧП / GKTschP) war eine Gruppe konservativer und reaktionärer sowjetischer Funktionäre, die 1991 den Augustputsch gegen Michail Gorbatschow durchführten.

## Angehörige des Komitees
- Gennadi Iwanowitsch Janajew, Vizepräsident der UdSSR
- Walentin Sergejewitsch Pawlow, Premierminister
- Boris Karlowitsch Pugo, Innenminister
- Dmitri Timofejewitsch Jasow, Verteidigungsminister
- Wladimir Alexandrowitsch Krjutschkow, Vorsitzender des KGB
- Oleg Dmitrijewitsch Baklanow, Sekretär des ZK der KPdSU
- Wassili Alexandrowitsch Starodubzew, Vorsitzender des Bauernverbandes der UdSSR
- Alexander Iwanowitsch Tisjakow, Generaldirektor der Vereinigung für Forschung und Produktion M.I. Kalinin Swerdlowsk, Vizepräsident des Verbandes für Wissenschaft und Industrie der UdSSR

## Schicksal der Putschisten
Einen Tag nach dem Scheitern des Putsches entzog sich Boris Pugo der Festnahme durch Suizid. Die anderen Mitglieder des Komitees wurden ihrer Ämter enthoben und nach dem Zerfall der Sowjetunion angeklagt. Die russische Staatsduma amnestierte sie 1994. Armeegeneral Walentin Iwanowitsch Warennikow, der dem Komitee nicht angehörte, verweigerte die Amnestie und wurde wegen Befehlsnotstandes freigesprochen.

## Objekt ABZ
Die Vorbereitungen der Putschisten fanden in der geheimen Gästeresidenz ABZ (архивно-библиотечный центр) des KGB statt, die sich im Südwesten Moskaus befindet.